# Sätta knorren på grisen

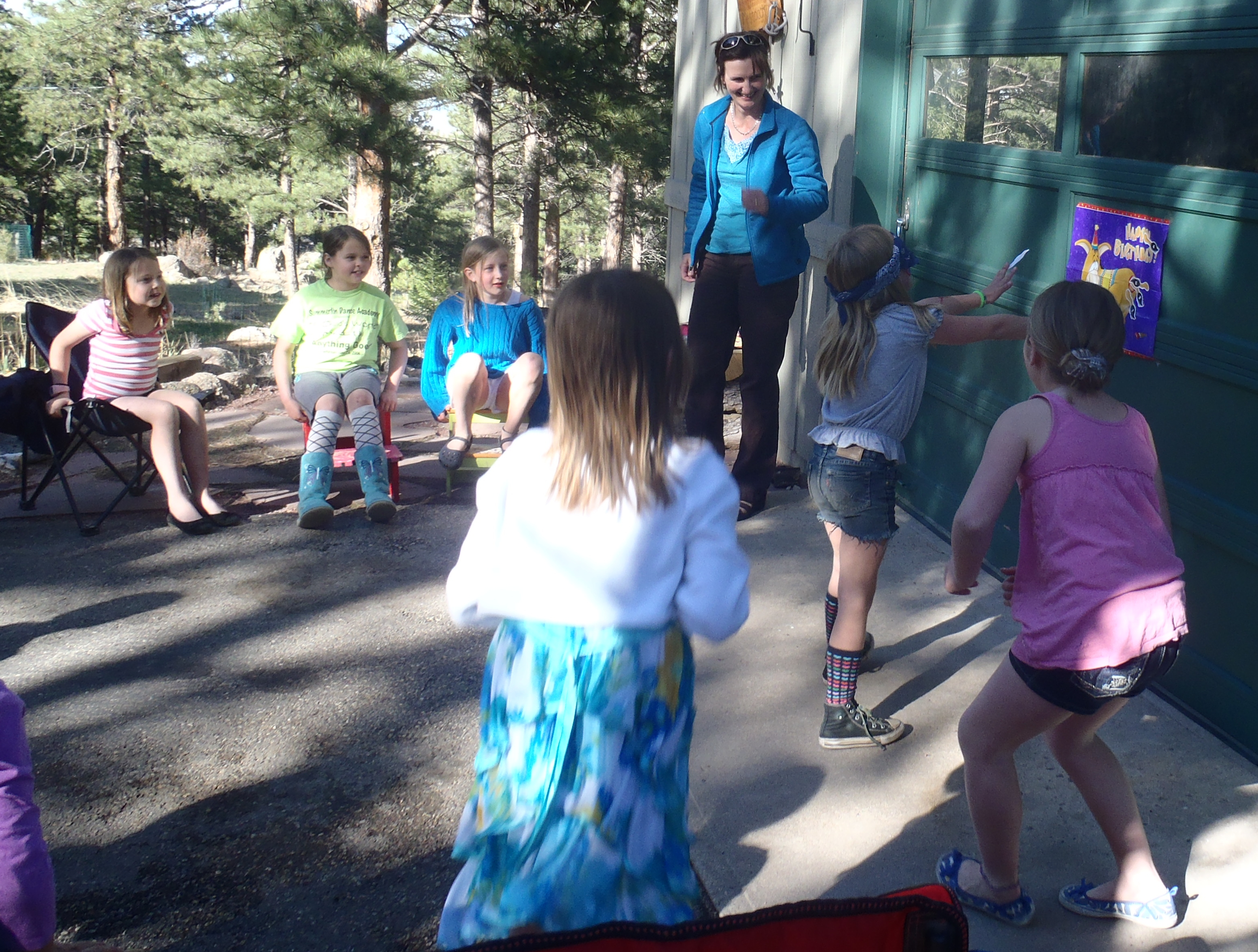
Några barn leker "sätta svansen på åsnan".

Sätta knorren på grisen eller svansen på grisen är en enkel lek som är vanlig på framför allt barnkalas och vid jul i Sverige. 
Konturen av en gris utan knorr ritas upp på ett stort papper som fästs på väggen. Varje deltagare får i tur och ordning, med förbundna ögon och ofta efter att ha snurrats för att tappa orienteringen, rita en knorr på grisen. Ett alternativ är att deltagarna får en lösknorr som de fäster på grisen med hjälp av häftmassa, tejp, magnet eller häftstift. Den som kommer närmast vinner, men nöjet ligger främst i att se hur fel det kan bli.
I andra länder än Sverige är det vanligt att istället sätta svansen på åsnan.